# Bewegte Bilder
Bewegte Bilder nennt man eine Folge von Bildern, die durch Anzeigen in kurzen Zeitabständen mit geeigneter Technik für den Betrachter die Illusion der Bewegung erzeugen. Meist wird der Begriff synonym zu „Filmbildern“ verwendet. Für die menschliche Wahrnehmung genügen bereits etwa 16 bis 18 Bilder pro Sekunde, um die Illusion von fließender Bewegung zu erzeugen, sofern sich die Einzelbilder nur geringfügig voneinander unterscheiden.

## Geschichte

Achteckiger Spiegelkreisel zur spielerischen Darstellung eines bewegten Pferdes mit Reiter

Die Erfindung der bewegten Bilder (Laufbilder) beruht darauf, Serien von Bildern oder Momentfotografien in natürlicher Folge (1, 2, 3, 4, 5) darzubieten. Die ersten „bewegten Bilder“ waren technische Weiterentwicklungen des Daumenkinos, wie das Phenakistiskop, das Zoetrop oder das Praxinoskop. Mit dem Elektrotachyscop, der Möglichkeit zur vergrößerten Wandprojektion, führten sie schließlich zum Film.

## Prinzip
Die Fotografien selbst oder ein Bildträger werden stillstehend gesehen. Man spricht vom unterbrochenen oder intermittierenden Transport in Verbindung mit einem Verschluss bei der Aufnahme bzw. einer Blende bei der Wiedergabe. Zwischen den Moment- oder Phasenbildern gibt es eine Dunkelpause. Bei der gewöhnlichen Filmkamera zerfällt ein sogenannter Zyklus in zwei Teile, die durch die komplementären Winkel im kreisförmigen Umlaufverschluss ausgedrückt sind, zum Beispiel 190 Grad Transport-Dunkelphase und 170 Grad Belichtungs- oder Beleuchtungsphase.
Zwei Eigenheiten des menschlichen Gesichtssinns tragen wesentlich zu einer realitätsnahen Wahrnehmung bei: Zunächst muss für eine flimmerfreie Wahrnehmung die Bildfrequenz über der Flimmerfusionsfrequenz liegen. Die eigentliche Bewegungswahrnehmung entsteht durch relativ geringfügige Unterschiede des Inhalts aufeinanderfolgender Bilder, die im Gehirn als Positionsänderung und somit als Bewegung interpretiert werden. Dieser Effekt wird stroboskopische Bewegung oder Beta-Bewegung genannt.
Flimmerfreie Darstellung ist ab ungefähr 45 Hell-Dunkel-Wechseln pro Sekunde möglich, bei denen die meisten Menschen das Flimmern nur noch unbewusst wahrnehmen. Allerdings können sehr helle und kontrastreiche Bilder auch hier noch zum Flimmern führen. Dies kann sich nach längerer Zeit der Betrachtung bewegter Bilder durch Ermüdung der Augen oder Kopfschmerzen bemerkbar machen. Ab etwa 60 Hell-Dunkel-Wechseln pro Sekunde ist die Gefahr solcher Wirkungen weitgehend ausgeschaltet. Ein Verfahren mit 60 Bildern in der Sekunde ist Showscan.

## Grundlegende Technik
Um nicht tatsächlich 50 oder 100 Einzelbilder pro Sekunde aufnehmen zu müssen, wurde beim Film schon früh der Trick angewandt, jedes der aufgenommenen Bilder mehrmals wiederzugeben. 16 (Phasen-) Bilder pro Sekunde kommen bei Verwendung einer Dreiflügelblende oder einer dreifach übersetzt rotierenden Blende mit 48 Hell-Dunkel-Wechseln zur Darstellung. Aus 24 pro Sekunde aufgenommenen Filmbildern, die Bildfrequenz des Tonfilms, werden mit Hilfe einer zweiflügeligen Blende 48 projizierte Bilder, was ein Kompromiss ist zwischen ruckelfreier Darstellung, minimalem Materialverbrauch und als flimmerfrei empfundener Vorführung.
Bei Video und Fernsehen werden in den europäischen Verfahren PAL und SECAM 25 Bilder bzw. 50 Halbbilder pro Sekunde gezeigt, da dies der in europäischen Stromnetzen üblichen Wechselstromfrequenz von 50 Hertz entspricht.
Neben dem bis jetzt beschriebenen Simplex-Verfahren gibt es das Duplex-Verfahren.
Zur Wiedergabe bewegter Bilder gibt es verschiedene Techniken. Die wichtigsten sind:
- Filmprojektoren
- Filmbetrachter
- Kathodenstrahlröhrenbildschirme
- Plasmabildschirme
- Flüssigkristallbildschirme
- OLEDs
- Videoprojektor

Plasma-, Flüssigkristall-Bildschirme und OLEDs sind aufgrund ihrer Funktionsweise nicht vom Flimmern betroffen.
Falls gleichzeitig mit den bewegten Bildern auch noch Klänge wiedergegeben werden, so handelt es sich dann um eine audiovisuelle Sequenz.

## Zeittafel
- ab 1600: Daumenkino – Abblätterbuch mit Einzelbildern
- ab 1671: Laterna magica – Zauberlaterne: frühes Gerät zur Bildprojektion
- ab 1825: Thaumatrop – Wunderscheibe mit zwei Fäden
- ab 1830: Phenakistiskop – Phantaskop, Wunderrad oder Lebensrad
- ab 1832: Stroboskop – Zauberscheiben: Blitzgerät
- ab 1834: Zoetrop – Wundertrommel mit Schlitzen
- ab 1861: Mutoskop – Stereoanimationsblätterer per Stroboskop
- ab 1877: Praxinoskop – Elektrischer Schnellseher mittels Spiegelanordnung
- ab 1879: Zoopraxiskop – Projektionsgerät für chronofotografisch erzeugte Reihenbilder
- ab 1880: Kaiserpanorama – populäres Massenmedium mit stereoskopischen Bilderserien
- ab 1886: Elektrotachyscop – Projektionsgerät für Reihenbilder
- ab 1891: Kinetoskop – erster Filmbetrachter